# Pelister
Le Pelister est le point culminant de la chaîne du mont Baba et se situe dans le Sud-Ouest de la Macédoine du Nord. Il culmine à 2 601 mètres d'altitude, soit le troisième plus haut sommet de Macédoine.
Le parc national du Pelister a été fondé en 1948. Il s'agit du plus ancien et du deuxième plus grand parc national de Macédoine, après celui de Mavrovo.
Une très petite station de ski a été développée sur les pentes de la montagne. Une antenne de télécommunication a été construite au sommet du Pelister.

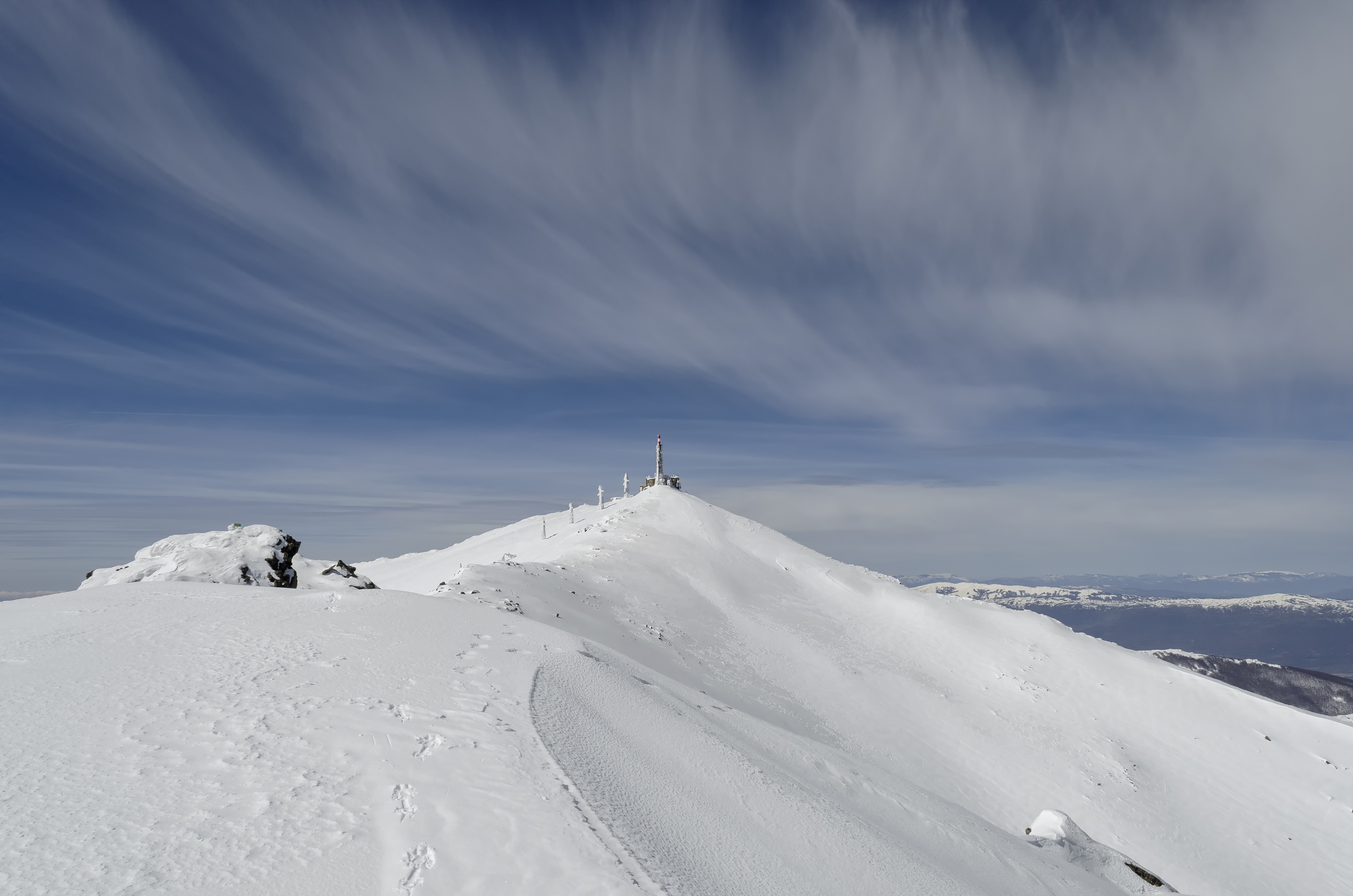
Vue du Pelister, depuis le pic Ilinden (2542 m), avec les montagnes de Galičica et de Jablanica en arrière plan.